# 색, 계 (소설)
〈색, 계〉(중국어: 色，戒, 영어: Lust, Caution)는 장아이링이 1979년 처음 발표한 중편소설이다.
1950년대에 창작되어 1979년 『중국시보(中國時報)』의 「인간부간(人間副刊)」에 발표되었던 것으로, 실제 있었던 국민당 간부 암살 미수 사건을 소재로 창작한 소설이다. 장아이링의 소설은 대부분 주변 사람들을 모델로 창작되었다. 「색, 계」 역시 당시 그녀의 남편이었던 후란청이 친일괴뢰정권의 책임자 딩모춘 암살 기도 사건에 대한 실제 이야기를 전해준 데서 착안해 50년대 집필하기 시작했으며, 짧은 단편소설이지만 거의 30년에 걸쳐 퇴고를 거친, 작가의 애정이 담긴 작품이다.
리안 연출, 탕웨이, 양조위 주연 영화 《색, 계》의 원작이다.

## 시놉시스
일본의 상하이 강점(强占) 시절, 왕지아즈(王佳芝)는 표면적으로는 한낱 여대생에 불과하지만 사실 그녀는 애국대학단원들이 심어둔 스파이다. 2년 전, 그녀는 이미 자신의 빼어난 미모를 무기로 정보국 대장을 암살하려는 미인계를 펼쳐놓았다. 그녀는 이제 모든 순간이 무르익어 곧 유혈이 낭자할 장면이 자신의 눈앞에 펼쳐질 것임을 알고 있었다. 너무나도 긴장한 탓에 한 순간이 영원처럼 길게 느껴지는 그 순간, 그녀의 마음속에 일순 모든 것을 잃은 듯한 감정이 살아난다.

## 등장인물
- 왕자즈(王佳芝)
- 이 선생(易先生)
- 이 부인(易太太)
- 쾅위민(鄺裕民)
- 우 노인(老吳)
- 라이슈진(賴秀金)
- 황레이(黃磊)
- 량룬성(梁潤生)
- 어우양링원(歐陽靈文)